# 新玉名車站
新玉名車站（日语：／ Shin-tamana eki */?）是九州旅客鐵道（JR九州）九州新幹線的鐵路車站，位於日本熊本縣玉名市。與隔鄰的新大牟田相同，新玉名站也是個新幹線專用車站，沒有接駁任何在來線或其他鐵路公司的路線。

## 簡介
新玉名車站是JR九州配合2011年3月12日通車的九州新幹線北段（博多至新八代），而全新修築啟用的新幹線專用站。其與玉名市的主車站、鹿兒島本線上的玉名車站之間有大約4公里的距離，必須靠計程車與接駁公車轉運接駁。
由於玉名市是九州新幹線沿線人口較少的城市，因此在本站停靠的列車並不多。除了極少數班次的櫻號（さくら）列車會停靠外，只有負責九州新幹線每站皆停的燕號（つばめ）會在本站停靠。

## 車站構造
新玉名是一個站內設置有相對式月台一對、兩條乘車線的高架車站。為了配合不停站的列車班次高速穿過站內時之安全考量，因此設置有月台幕門。

### 月台配置
| 月台 | 路線       | 方向 | 目的地               |
| ---- | ---------- | ---- | -------------------- |
| 11   | 九州新幹線 | 上行 | 博多、新大阪方向     |
| 12   | 九州新幹線 | 下行 | 熊本、鹿兒島中央方向 |

## 相鄰車站
九州旅客鐵道
九州新幹線
新大牟田－新玉名－熊本

## 外部連結
- JR九州－新玉名車站 （页面存档备份，存于）（日語）

32°56′33″N 130°34′24.8″E / 32.94250°N 130.573556°E